# Ibervillea lindheimeri
Ibervillea lindheimeri là một loài thực vật có hoa trong họ Cucurbitaceae. Loài này được (A.Gray) Greene mô tả khoa học đầu tiên năm 1895.